# This Is My Time Tour
This Is My Time Tour fue la primera gira de conciertos realizada por la actriz estadounidense, cantante R&B/Pop, compositora, bailarina y productora de televisión Raven-Symoné. El tour fue hecho para promocionar su tercer álbum de estudio This Is My Time, junto con varias canciones de la serie original de Disney Channel Es Tan Raven.

## Tour
El tour fue anunciado por primera vez durante una marcha tocando en vivo de TRL el 6 de marzo de 2006, donde Raven declaró que comenzaba el tour en junio, pero en realidad empezó en mayo. El concierto se celebró por lo general un poco más de una hora, donde se vivió el desempeño. Raven declaró en numerosas entrevistas que ella no cree en sincronizar los labios y se refiere a ella como una "salida fácil". En cuanto a lugares, Raven cantó en una gran cantidad de lugares de anfiteatro abierto, pero también desempeñó un pequeño número de parques de atracciones, ferias estatales, teatros interiores, que fueron desde una audiencia de más de 4,000 a 11,000 personas, más admiradores.

### Producción
La gira inició en el verano del 2006 en el Pavilion en Richmond, Virginia, el 19 de mayo de 2006 y llegó a su fin en el Southern Carolina State Fair en Columbia, Carolina del Sur, el 21 de octubre de 2006.
A diferencia de la mayoría de los grandes viajes de Raven, ella no fue acompañada por una banda en vivo y cantantes de apoyo, al igual que sus compañeras de Disney The Cheetah Girls, tanto en cambio la música de apoyo de Raven fueron registradas todas en un CD que fue desempeñado durante los oradores durante el concierto. Pero acostumbrados a la mayoría de giras, fue respaldada por un grupo de cinco bailarines, predominantemente masculino, conocido como F.I.V.E. Productions, que habían apoyado a Raven durante su gira de conciertos del verano 2005 también. Raven también fue acompañada por un DJ durante un concierto celebrado en Tulsa, Oklahoma.

### Actos de apertura
La apertura de los actos de la gira incluyeron:
- Jump5
- Huckapoo
- Ben Bledsoe
- Lil' J

### Nueva canción
Raven realizó una nueva canción sospechada por admiradores para estar en un nuevo álbum de estudio, la canción no tenía título, pero tuvo títulos rumoreados que se flotan alrededor del web como "Hands Up, Hands Down" y también "Feelin' Me".

## Concierto
- Acto de apertura

(10 - 20 minutos de intermedio)
1. "Mystify"
2. "Superstition"
3. "Alice"
4. "Typical"
5. "What's Real?"
6. "Life Is Beautiful"
7. "Grazing In The Grass"
8. "Bump"
9. "Overloved"
10. "Just Fly Away"
11. "Supernatural"
12. Canción intitulada
13. "Jump In"
14. "Some Call It Magic"
15. "Backflip/Backflip (Remix)"
16. "What Is Love?"
17. "Set Me Free"
18. "This Is My Time"

## Fechas

### 2006
| Fecha            | Lugar                           | Ciudad                |
| ---------------- | ------------------------------- | --------------------- |
| 19 de mayo       | Innsbrook Pavilion              | Richmond, VA          |
| 21 de mayo       | Old Dominion/Constant Convoc    | Norforlk, VA          |
| 2-3 de junio     | Aloha Stadium                   | Honolulu, HI          |
| 17 de junio      | Morey's Pier                    | Wildwood, NJ          |
| 23 de junio      | Visionland Theme Park           | Bessemer, AL          |
| 24 de junio      | Wild Adventures Theme Park      | Valdosta, GA          |
| 25 de junio      | Coliseo Roberto Clemente        | Hato Rey, Puerto Rico |
| 8 de julio       | Heritage Landing                | Muskegon, MI          |
| 9 de julio       | Northern Star Arena             | Jackson, NJ           |
| 15 de julio      | Six Flags Over Texas            | Arlington, TX         |
| 22 de julio      | Dixie Landin' Theme Park        | Baton Rouge, LA       |
| 23 de julio      | Porter County Fair              | Valparaiso, IN        |
| 4 de agosto      | Las Vegas                       | Las Vegas, Nevada     |
| 5 de agosto      | Six Flags Over Georgia          | Atlanta, GA           |
| 6 de agosto      | Wisconsin State Fair            | Milwaukee, WI         |
| 13 de agosto     | State Fair of West Virginia     | Lewisburg, WV         |
| 14 de agosto     | Indiana State Fair              | Indianápolis, IN      |
| 16 de agosto     | Missouri State Fair             | Sedalia, MO           |
| 19 de agosto     | Columbus Crew Stadium           | Columbus, OH          |
| 20 de agosto     | Iowa State Fairgrounds          | Des Moines, IA        |
| 25 de agosto     | Maryland State Fair Lutherville | Timonium, MD          |
| 27 de agosto     | Corn Palace                     | Mitchell, SD          |
| 28 de agosto     | Evergreen State Fair            | Monroe, WA            |
| 29 de agosto     | Oregon State Fair Pavilion      | Salem, OR             |
| 3 de septiembre  | Michigan State Fair             | Detroit, MI           |
| 8 de septiembre  | Utah State Fairpark             | Salt Lake City, UT    |
| 9 de septiembre  | Six Flags New England           | Agawam, MA            |
| 10 de septiembre | Allegan County Fair             | Allegan, MI           |
| 15 de septiembre | Kansas State Fair               | Hutchinson, KS        |
| 16 de septiembre | Old Glory Amphitheatre          | Eureko, MO            |
| 17 de septiembre | Oklahoma State Fair             | Oklahoma City, OK     |
| 23 de septiembre | Mid - South Fair Main Stage     | Memphis, TN           |
| 30 de septiembre | The Cove/CA exposition Center   | Sacramento, CA        |
| 7 de octubre     | Tulsa State Fair                | Tulsa, OK             |
| 10 de octubre    | Southern California Fair        | Perris, CA            |
| 14 de octubre    | Paul Paul Amphitheatre          | Fresno, CA            |
| 21 de octubre    | Southern Carolina State Fair    | Columbia, SC          |

## Trivia
- Algunos familiares de Raven la acompañaron durante su tour, incluyendo a su madre (Lydia) y a su hermano (Blaize).
- En Memphis, TN, comenzó a llover mientras Raven y Lil' J (quien juega el papel Devon Carter en "Es Tan Raven") estaban en el escenario, pero ella fue tan amable que ella mantuvo el espectáculo en marcha. Los miles de admiradores eran tan felices, y por suerte paró de llover.
- Durante cada concierto, Raven trae alrededor de 4 o 5 admiradores sobre el escenario con ella para hacer preguntas.
- En la mayoría de los conciertos, Raven hace la dedicatoria que firma antes o después de un espectáculo.